# ABU TV Song Festival 2016
Das ABU TV Song Festival 2016 war die fünfte Ausgabe des jährlich stattfindenden ABU TV Song Festivals. Das Festival, welches kein Wettbewerb ist, fand am 22. Oktober 2016 auf der indonesischen Insel Bali statt und fiel mit der 53. Generalversammlung der Asia-Pacific Broadcasting Union (ABU) zusammen, welche an diesem Tag abgehalten wurde.

## Austragungsort

Länder, die ihre Teilnahme bestätigt haben
Länder, die Teilnehmer und/oder Beitrag bereits ausgewählt haben
Länder, die in der Vergangenheit teilgenommen haben, jedoch nicht 2016

Am 24. März 2016 wurde Bali durch die ABU als Austragungsort bekanntgegeben. Indonesien trug erstmals eines der ABU-Festivals aus und nimmt an beiden Wettbewerben regelmäßig teil.
Bali zählt zu den bekanntesten Touristenattraktionen Indonesiens und ist sowohl kulturell aufgrund der vielen Tempelanlagen als auch wegen seiner Vulkane und langen Strände bei Besuchern beliebt. Die Hauptstadt ist Denpasar, das Nusa Dua Convention Centre im südlich von Denpasar gelegenen Vortort Bualu fasst ca. 1900 Zuschauer.

## Austragender Fernsehsender
Als Mitglied der ABU trug Televisi Republik Indonesia (TVRI) das 5. ABU TV Song Festival zusammen mit Radio Republik Indonesia (RRI) aus.

## Teilnehmer
Die maximale Teilnehmerzahl des Festivals beträgt 15 Länder. Insgesamt nahmen 12 Länder teil, darunter erstmals Tunesien. Ursprünglich hatten auch die Mongolei ihr Debüt und Thailand seine Rückkehr verkündet, beide Länder zogen sich aber kurz vor der Show vom Wettbewerb zurück. Während die Volksrepublik China und Sri Lanka zurückkehrten, nahmen Malaysia, Indien und der letzte Gastgeber Türkei nicht teil.
| Startnr. | Land        | Sprache            | Interpret         | Lied                      | Ungefähre Bedeutung im Deutschen |
| -------- | ----------- | ------------------ | ----------------- | ------------------------- | -------------------------------- |
| 01       | China       | Mandarin           | Mo Siman          | The Love From Heaven      | Die Liebe aus dem Himmel         |
| 02       | Vietnam     | Vietnamesisch      | Nguyễn Thị Pha Lê | Áo em lụa là              | Ich bin die seidige Dame         |
| 03       | Malediven   | Dhivehi            | Laisha Junaid     | Magey rah                 | Meine Stadt                      |
| 04       | Tunesien    | Arabisch, Englisch | Lofti Bouchnek    | Mohammed                  | –                                |
| 05       | Afghanistan | Paschtu, Englisch  | Seeta Qasemie     | Melody Of Love            | Melodie der Liebe                |
| 06       | Macau       | Mandarin           | Queena Tam        | Aylan                     | –                                |
| 07       | Kasachstan  | Kasachisch         | Ayree             | Keep Silence              | Sei leise                        |
| 08       | Hongkong    | Kantonesisch       | Kayee Tam         | Puppet                    | Puppe                            |
| 09       | Sri Lanka   | Englisch           | Shehara Liyanage  | Something ’Bout You And I | Etwas über dich und mich         |
| 10       | Japan       | Japanisch          | Kyary Pamyu Pamyu | Fashion Monster Sai & Co  | Mode-Monster Das Beste           |
| 11       | Südkorea    | Koreanisch         | Ailee             | Singing Got Better        | Das Singen wurde besser          |
| 12       | Indonesien  | Indonesisch        | Novita Dewi       | Terbang                   | Fliegen                          |